# Indian Springs (Maryland)
Indian Springs – jednostka osadnicza w Stanach Zjednoczonych, w stanie Maryland, w hrabstwie Washington.